# Amapá (município)
Amapá é um município brasileiro no estado homônimo, Região Norte do país. Sua população estimada em 2021 era de 9 265 habitantes e a área é de 8 454,847 km².
Seus limites são o Oceano Atlântico a norte e leste, Macapá e Cutias a sul, Tartarugalzinho e Pracuuba a sudoeste e Calçoene a oeste e noroeste.
O município foi criado em 22 de outubro de 1901 e sua história está basicamente ligada a questões litigiosas com a França, que reivindicou soberania sobre a área. Nos episódios diplomáticos e de batalhas militares que culminaram com a conquista brasileira desse território em 1900, teve destaque a figura de Francisco Xavier da Veiga Cabral, que por seus atos de bravura e coragem. tornou-se uma figura heroica para o Estado.[carece de fontes?]
A principal base econômica é do município é representada pela pecuária extensiva que, em relação ao Estado do Amapá, concentra o maior rebanho.

## Etimologia
A palavra Amapá é de origem indígena e vem da nação Nuaruaque, que habitava a região Norte do Brasil, na época do descobrimento. Já o nome do Município de Amapá, assim como o do Estado do Amapá, originou-se de uma espécie de árvore brasileira ou amazônica chamada amapazeiro, que possui um tronco volumoso, com cerca de um metro de diâmetro na base e casca espessa, por onde escorre um abundante leite branco conhecido como "leite de Amapá".

## História
A história deste município é marcada por acontecimentos ligados à conquista de terras, cujos reflexos afetavam o povo da fronteira do extremo norte. Na década de 1860 criou-se, centrado na localidade de Amapá, um sistema de capitania. Os capitães falavam em nome dos habitantes e tentavam solucionar os seus problemas, porém não havia uma formalização da estrutura de governo. Na vila do "Espírito Santo" (nome original de Amapá) foi Eugene Voissien quem representou os interesses franceses, e em Cunani foi Trajano Benitez, escravo fugitivo de Cametá, que foi recebido na vila como delegado francês. A Vila do Espirito Santo também era chamada de "Mapá".
Os conflitos acentuaram-se ainda mais a partir de 1894, quando se deu a descoberta de ouro em Calçoene. Este fato motivou ainda mais a presença de europeus e estadunidenses que se instalavam às cabeceiras do rio.
A história administrativa do município de Amapá inicia-se com a elevação à categoria de vila com a denominação de "Amapá" pela Lei Estadual do Pará n.º 798 de 22 de outubro de 1901. A instalação oficial deu-se em 30 de abril de 1902.
Em 1911 o município muda de nome, passando a chamar-se "Montenegro". Porém, pelo Decreto Estadual n.º 6, de 4 de novembro de 1930, o município de Amapá foi extinto, com seu território sob administração direta do estado do Pará. No mesmo ano um novo decreto denomina a localidade de Montenegro novamente como Amapá.
O município é recriado em 1933 com o nome de Amapá, mudando de denominação, pelo Decreto-lei Estadual n.º 2.972, de 31 de março de 1938, quando passa a denominar-se "Veiga Cabral", em homenagem a Francisco Xavier da Veiga Cabral. Pelo Decreto-lei Estadual n.º 3.131, de 31 de outubro de 1938, o município de Veiga Cabral voltou a denominar-se Amapá.
Em 1939, na criação do Território Federal do Amapá, o município de Amapá passa a ser a capital. Porém, pelo Decreto-lei Federal n.º 6.550, de 31 de maio de 1944, Amapá perdeu à categoria de capital para o município de Macapá.

## Geografia
De acordo com a divisão do Instituto Brasileiro de Geografia e Estatística vigente desde 2017, o município pertence às Regiões Geográficas Intermediária de Oiapoque-Porto Grande e Imediata de Oiapoque. Até então, com a vigência das divisões em microrregiões e mesorregiões, o município fazia parte da microrregião de Amapá, que por sua vez estava incluída na mesorregião do Norte do Amapá.

### Aspectos naturais
O domínio é das áreas inundáveis, ocupando aproximadamente 5.793,13 km². Nesse domínio, destacam-se os ambientes litorâneos, representados pelos manguezais e os ambientes de várzea, com predomínio dos campos inundáveis e lagos. Outras características desse domínio natural são:
- Flora dos campos inundáveis e composta de espécies de alto valor forrageiro, elevada resistência natural, sendo o principal suporte da pecuária extensiva do município;
- Riqueza de ambientes flúvio-lacustres que podem ser tomados como indicadores para a introdução de manejos de espécies silvestres;
- Fauna flúvio-lacustre altamente especializada, destacando-se os estoques naturais de capivara, jacarés, aves migratórias e residentes;
- Planície inundável com solos eminentemente eutróficos;
- Condição paisagística dos sistemas de lagos permanentes;
- Presença de sítios de manguezais com frequência de caranguejo;
- Alta vulnerabilidade à erosão natural, à inundação pluvial e por marés, impedimentos à drenagem e susceptibilidade dos campos à seca.
- Baixa fertilidade natural dos solos.
- Relevo, em toda sua extensão, suave ondulado;
- Base física do solo caracteristicamente latossólica;
- Susceptibilidade à seca;

### Localização e limites
O município de Amapá, do ponto de vista geográfico, situa-se na parte nordeste do Estado do Amapá, com altitude de 8,64 m (sede). O município faz limite com os municípios de: Calçoene, Pracuuba, Tartarugalzinho, Cutias e Macapá.
Divisão Política: Além da sede municipal, existem 12 núcleos populacionais consideráveis: Base Aérea, Cruzeiro, Piquiá, calafate, Amapá Grande dos Miras, Vulcão do Norte, Raimundo, Vista Alegre, Santo Antônio, Sucuriju, Araquiçava e Paratu.

### Hidrografia
É banhado pelo oceano Atlântico, rio Amapá, Região dos Lagos, e outros.
Precipitação pluviométrica
As chuvas ocorrem nos meses de dezembro a agosto, atingindo mais de 3.000 mm. A estação das secas inicia no mês de setembro, indo até próximo do meio do mês de dezembro, quando se registram temperaturas mais altas.

### Clima
O clima predominante é quente e úmido. A temperatura máxima é de 34 °C e a mínima é de 20 °C.

## Organização politico-administrativa
O Município de Amapá possui uma estrutura politico-administrativa composta pelo Poder Executivo, chefiado por um prefeito eleito por sufrágio universal, auxiliado diretamente por secretários municipais nomeados por ele, e pelo Poder Legislativo, institucionalizado pela Câmara Municipal de Amapá, órgão colegiado de representação dos munícipes que é composto por vereadores também eleitos por sufrágio universal.

### Atuais autoridades municipais de Amapá
- Prefeito: Carlos Sampaio Duarte - UB (2021/-)[11]
- Vice-prefeito: Ozeas Amoras Maciel - PL (2021/-)[11]
- Presidente da Câmara: Daymo João Sucupira Silva Neto PP (2023/-).[12]